# Manuel Ortínez i Mur
Manuel Ortínez i Mur (Barcelona 1920 - Berna 1997). Fou un empresari, gestor públic, privat i polític català. Pertanyia a una família d'empresaris tèxtils d'Igualada. Va tenir un paper cabdal en la restitució l'any 1977 de la Generalitat de Catalunya que va suposar el retorn a Catalunya del fins llavors president de la Generalitat provisional, Josep Tarradellas.

## Inicis
Nascut a Barcelona el 19 de març de 1920 en una família d'industrials del tèxtil provinent d'Igualada. Era cosí germà de l'empresari Josep Riba i Ortínez. Va estudiar la Llicenciatura en Dret i els estudis de Professor Mercantil a Barcelona, i el Doctorat en Dret mercantil a Madrid.

## Trajectòria professional
Començà la seva activitat professional en les indústries tèxtils de la seva família. Però aviat entrà a col·laborar amb l'administració del règim franquista amb el suport dels indústrials tèxtils catalans. El 1948 ja era director d'Indústria Linera i el 1952 conseller i director del Consorcio Industrial Tèxtil Algodonero (CITA), i després director del Servicio Comercial de la Industria Tèxtil Algodonera (SECEA) òrgan autònom, tot i ser adscrit al "Sindicato Nacional Textil", des d'on donà suport als interessos dels industrials catalans cotoners.
El 1961 va ser nomenat director del Banco de Bilbao a Barcelona i el 1965 va ser fundador i director general del Banc Industrial de Catalunya. Del 1965 al 1971 fou director general de l'Instituto Español de la Moneda Extranjera adscrit al Ministeri de Comerç cridat pel ministre Faustino Garcia Moncó, i el 1971 de la filial d'Hispano Olivetti a Espanya. A mitjans dels anys setanta disposava de bufet obert a Madrid i a Barcelona i fou conseller, actuant com a representant a Espanya de la Unió de Bancs Suïssos.
Des del 1955 establír relacions personals amb el president de la Generalitat, Josep Tarradellas i Joan a l'exili a Saint Martin-le-Beau, França, i aconseguí un ajut econòmic dels industrials cotoners per sufragar les despeses de la institució. Més tard, Tarradellas el va convertir en el seu secretari personal i va inspirar les gestions endegades a partir del 1976 per aconseguir la restitució de la Generalitat.

## Paper durant la Transició
L'octubre de 1977 va prendre part en les negociacions amb el govern fent de mitjancer prop d'Adolfo Suárez i el tinent coronel Andrés Cassinello, per l'obertura de les negociacions per al retorn del president Josep Tarradellas de l'exili, amb el vistiplau de rei Joan Carles I. Un cop restablerta la Generalitat actuà com a assessor del president, i fou conseller de governació d'octubre a desembre de 1979.
Hi ha una curiosa anècdota relaciona amb la seva dimissió relatada pel periodista Alfons Quintà. En la carta de dimissió, Ortínez "renunciava als quatre anys de sou de conseller als que tenia dret, argumentant que ja em guanyava bé la vida", però aquesta frase va ser suprimida de la nota de premsa de la Presidència de la Generalitat que transcrivia, en aparença textualment, la carta de dimissió. Segons Quintà, els altres consellers havien d'estar d'acord respecte a suprimir aquell paràgraf.
Poc abans de morir s'afilià a Unió Democràtica de Catalunya (UDC). Morí a Berna (Suïssa), el 26 de juny de 1997

## Obres
- Una vida entre burgesos Edicions 62 Barcelona 1992